# Niech się stanie człowiek
Niech się stanie człowiek – publikacja popularnonaukowa autorstwa psychologa i psychiatry Ericha Fromma, wydana w 1947 roku, opisująca psychologiczne konsekwencje moralnych wyborów człowieka i ich wpływ na jego zdrowie psychiczne. 
Utwór stanowi kontynuację i uzupełnienie problematyki poruszonej we wcześniejszej Ucieczce od wolności autorstwa Fromma.